# Aeroport de Benguela
L'aeroport de Benguela-17 de Setembro (codi IATA: BUG, codi OACI: FNBG) és un aeroport que serveix Benguela, una ciutat de la província de Benguela a Angola. la seva balisa no direccional (Ident: BG) està situada al camp.
L'estructura, anomenada Dia do Herói Nacional, està situat a una altitud de 36 msnm. (118 peus), que consta d'una terminal, un edifici que integra la torre de control i una pista amb superfície d'asfalt, de 1.597 metres de llargària i una amplada de 30 m (5 315 x 100 peus) i orientació 14/32 orientació, equipats amb dispositius il·luminació i assistència a l'aterratge.
L'aeroport és propietat del govern angolès, efcetua servei exclusivament diürn (SR-SS) i és obert al trànsit comercial amb accessibilitat a aeronaus de dimensió mitjana, tipus Embraer EMB 120 o Fokker F50.

## Aerolínies i destins
| Aerolínies | Destinacions |
| ---------- | ------------ |
| SonAir     | Luanda       |
| Air26      | Luanda       |